# Rewal

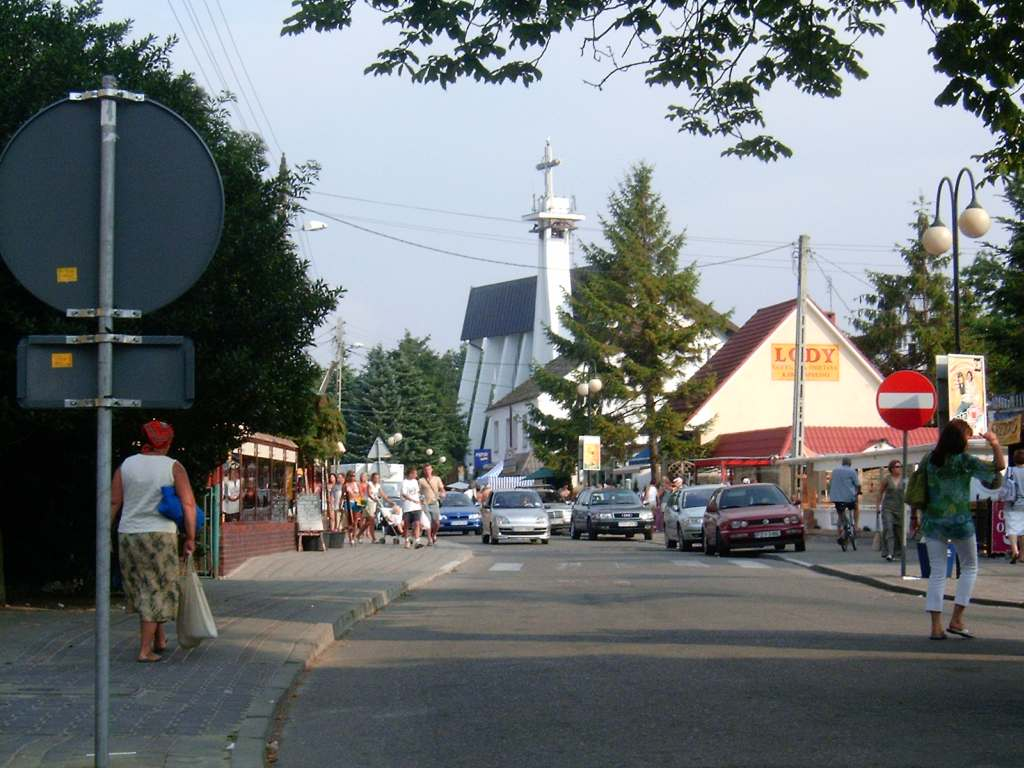
Gata i Rewal.

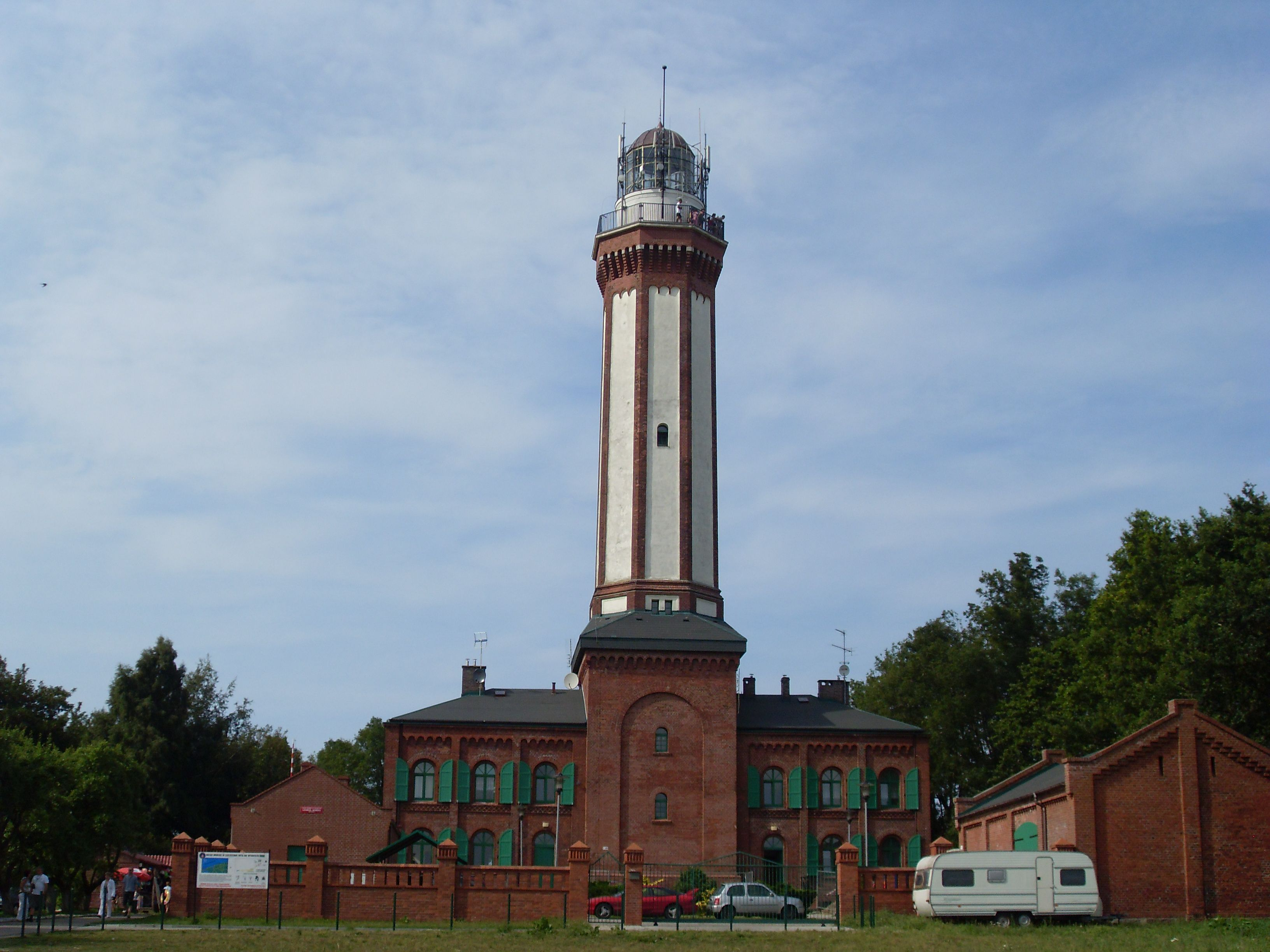
Fyrtornet i Niechorze.

Rewal (polskt uttal: [ˈrɛval], tyska: Rewahl) är en by, badort och centralort i landskommun i nordvästra Polen, belägen vid Östersjökusten väster om staden Trzebiatów. Orten hade 950 bofasta invånare i december 2010 och är huvudort i en kommun med totalt 3 822 invånare i juni 2014.

## Administrativ indelning
Rewals kommun är en landskommun och saknar därmed städer. Följande orter utgör administrativa kommundelar (sołectwo):
- Niechorze (tyska: Horst)
- Pobierowo (Poberow)
- Pogorzelica (Fischerkaten)
- Pustkowo (Pustchow)
- Rewal (Rewahl), huvudort
- Śliwin (Schleffin)
- Trzęsacz (Hoff)

## Sevärdheter och turism
- Amfiteatern

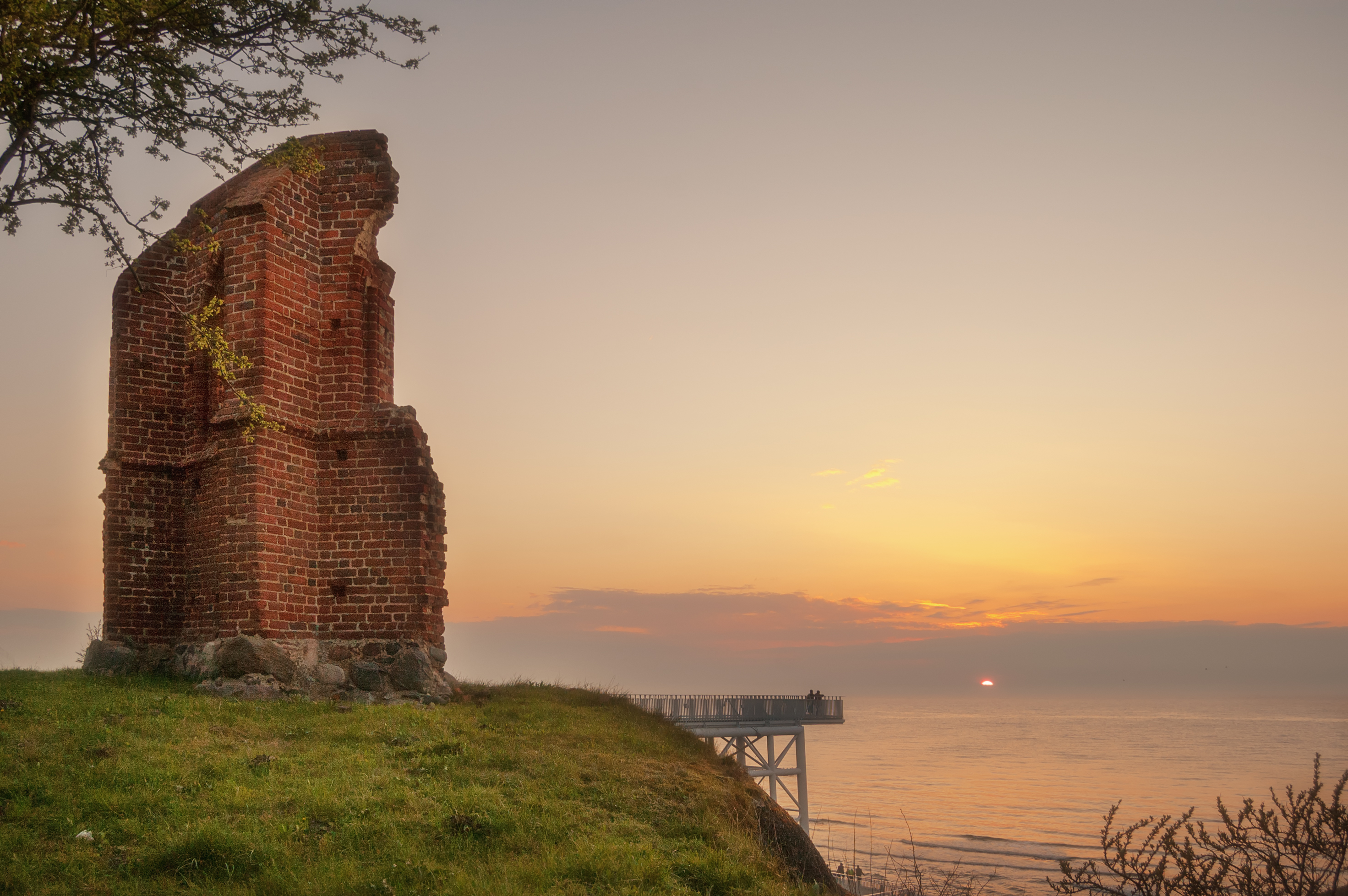
Kyrkoruinen i Trzęsacz.

- Fyrtornet vid Niechorze uppfördes ursprungligen i tegel 1866 och är 45 meter högt. Fyrljuset är beläget 62,8 meter över havsytan och räcker ungefär 20 sjömil (37 kilometer). Tornet förstördes i andra världskriget 1945 men återuppbyggdes 1948.
- Fiskemuseet i Niechorze
- Vattenfågelreservatet Liwia Łuża i Niechorze
- Havsmuseet i Niechorze och Kamień Pomorski
- Kyrkoruinen i Trzęsacz, delvis förstörd genom stranderosion.
- Från hamnen anordnas utflykter på Zalew Kamieński
- Badet i Pogorzelica

## Vänorter
Rewal har två tyska vänorter:
- Wildau, Brandenburg
- Putbus, Mecklenburg-Vorpommern